# Trifurkation (Medizin)
Trifurkation (von lat. tria „drei“ und furca „Gabel“) bezeichnet in der Medizin die Aufzweigung von Blutgefäßen in drei Äste. Meist ist die Aufzweigung der Arteria poplitea in die Arteria tibialis anterior, die Arteria fibularis und die Arteria tibialis posterior bzw. der Zusammenfluss der entsprechenden Venen gemeint.